# 1984 (1956年の映画)
『1984』（原題：1984/Nineteen Eighty-Four）は、1956年制作のイギリスのSF映画。
ジョージ・オーウェルのSFディストピア小説『1984年』の映画化作品。マイケル・アンダーソン監督。日本では劇場未公開。
ストーリーは原作に準拠したものであるが、アメリカ公開版ではウィンストンとジュリアが拷問に最後まで屈せず、共に打倒ビッグ・ブラザーを叫んで死ぬという結末に変更された。オーウェルの遺族はこれに不満を持ち、公開差し止めを求めたという。

## キャスト
- ウィンストン・スミス：エドモンド・オブライエン
- パーソンズ：ドナルド・プレザンス
- ジュリア：ジャン・スターリング
- オコナー[3]：マイケル・レッドグレイヴ
- チャリントン：デヴィッド・コソフ
- ジョーンズ：マーヴィン・ジョーンズ